# Grande Madonna d'Oro
La Grande Madonna d'Oro è una scultura in legno dorato (56,6x25,5x25,2 cm) risalente all'XI secolo e conservata nel museo della cattedrale di Hildesheim (numero di inventario DS 82). È un importante reperto dell'arte ottoniana.

## Storia
Si presume che il periodo di esecuzione dell'opera sia compreso principalmente tra il 1010 d.C. e il 1015 d.C. e sarebbe quindi un altro elemento della ricchissima dotazione liturgica commissionato dal vescovo Bernoardo. Secondo un passo di un antico testo liturgico, la Necrologia della cattedrale di Hildesheim, la statua doveva trovarsi in origine sull'altare maggiore della cattedrale.

## Descrizione

Dettaglio di Maria

La scultura, raffigurante la Madonna col Bambino, nel suo insieme è molto frammentaria. Le teste originali di entrambe le figure sono andate perse. Mancano anche le braccia del Gesù bambino, la mano destra di Maria, parti del trono e parte dello zoccolo. La statua seduta è quindi oggi alta 56,6 cm fino alle spalle, larga 25,5 cm nella sporgenza più ampia del trono e profonda 25,2 cm dal punto più basso del trono alle ginocchia del Bambino.
È costituita da un'anima cava in legno tenero non identificato, che potrebbe essere salice, pioppo o tiglio. La superficie è in gran parte rivestita con foglia d'oro lungo gli abiti delle figure. Bisogna credere inoltre che tutte le parti di nuda pelle fossero originariamente colorate. Altri materiali usati o comunque presenti sulla statua sono lamina d'argento dorata, chiodi torniti da lamina d'oro e d'argento, filigrana, pietre preziose, gemme, cera, fondo per colla, base di gesso, pittura a olio, lucido e vernice. Della cromia originale restano solo tracce del contorno colorato dei volti, delle mani e dei piedi di Cristo in rosa incarnato, delle scarpe rosse di Maria e del pavimento verde.
Nel 1664 è documentato che, tra le altre cose, le teste originali di entrambi i modelli furono sostituite da teste moderne con capelli naturali. Questa sorta di abbellimento, mosso da intenzioni più che buone tipiche del periodo barocco, fu realizzato dal canonico di Hildesheim Franz Anton von Wissoque che, secondo il dotto gesuita di Hildesheim Elbers, fu disturbato dalla "vista mostruosa del volto di Maria", verosimilmente analogo a quello della Madonna d'oro di Essen. Nel 1954-1955 tutte le parti intagliate non originali furono rimosse. Il trono era originariamente rivestito con fogli d'argento placcati in oro che sono andati quasi completamente perduti. Inoltre, la sua anima in legno è danneggiata. Ciò può essere spiegato dall'installazione di un nuovo rivestimento del trono barocco nel 1664 e dal metodo di fabbricazione dell'anima in legno, in cui parti come la manica della tunica destra di Maria e le braccia del bambino erano attaccate semplicemente a incastro alla parte principale, forse per facilitare l'applicazione del rivestimento in foglia d'oro. Nel 1664 l'originario sgabello di Maria, fu trasformato in un trono di cherubini, sul quale furono però applicate le antiche cornici in pietra. Inoltre, nel 1645 Maria ricevette una nuova mano destra con cui reggere uno scettro.
Le decorazioni degli indumenti erano probabilmente già previste al momento della realizzazione della scultura, in quanto i bordi erano già attaccati all'anima lignea. Alcune delle strisce decorative dell'XI secolo, apparentemente furono vittima di un furto in chiesa: una voce nel libro commemorativo del capitolo della cattedrale di Hildesheim del secondo decennio del XIII secolo parla di un'irruzione nella cattedrale, durante la quale i ladri avrebbero strappato parti della pannellatura della Madonna dorata. L'analisi stilistica della Madonna ha rilevato la riparazione a questo furto, in quanto le strisce in filigrana sulle maniche della tunica di Maria e il bordo sinistro del velo di Maria sono più tarde del resto e databili intorno al 1220-1230. Tuttavia, il motivo del bordo sinistro del velo, rifatto dopo il furto, fu eseguito copiando il bordo destro e l'ornamento del collo, entrambi originali dell'XI secolo.

## Stile
L'immagine di culto rappresenta il tipo orientale cristiano della "Nikopoia", in cui la figura di Maria in trono tiene il Bambino davanti a sé in grembo e appare quindi come sedes sapientiae, ossia il trono della saggezza. Il retro della Madonna è cavo e sigillato da un'asse mobile di chiusura, non originale, che può essere estratta verso l'alto. Entrambe le figure in origine erano probabilmente incoronate e, comunque, nel 1645 è documentata l'esecuzione di una corona per la Madonna.
L'incastonatura e i decori in filigrana delle collane indossate da Maria e sul trono richiamano quelli della Croce di Bernoardo, che si può considerare quasi coeva, mentre altri dettagli tecnici e formali riportano a svariate opere di oreficeria dell'arte ottoniana.
Dal punto di vista tipologico, la Madonna di Hildesheim è verosimilmente un'opera di riflesso alla Madonna d'oro di Essen, che ebbe notevole influenza sull'arte locale dei primi dell'XI secolo.

## Reliquie
Ad oggi, la statua non contiene reliquie ma ne è documentata la presenza in passato. Il pannello di chiusura sul retro di Maria e il fatto che sotto la testa del Bambin Gesù si apra una cavità larga e profonda provano che la statua fosse concepita come reliquiario fin dall'inizio, come d'altronde la totalità delle opere cultuali medievali di questa levatura.
Un foglio con un'iscrizione apposto all'interno del trono segnala un restauro nel 1664 e, in esso, la Madonna è indicata come de ligno Roseti. Forse non l'intera scultura, ma almeno piccoli tasselli forse inseriti come reliquia nel nucleo ligneo della scultura potrebbero infatti provenire dal famoso cespuglio di rose millenario dell'abside della cattedrale. Ciò sottolineerebbe lo stretto rapporto tra la Madonna d'oro, il fondatore della diocesi e il culto di Maria a Hildesheim.